# Burgus Bölcske

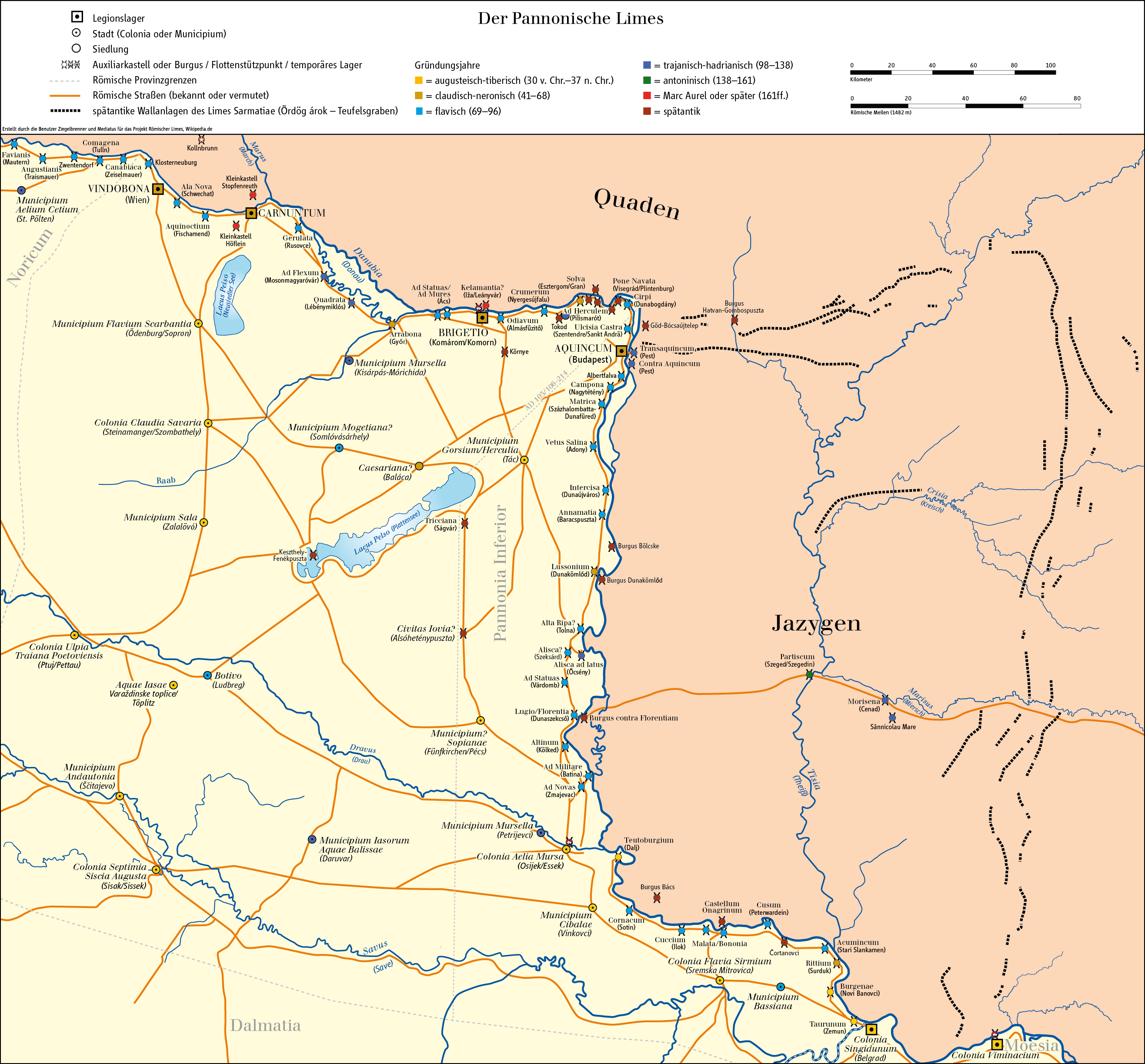
Die Lage des Ländeburgus am niederpannonischen Donaulimes.

Der Burgus Bölcske war ein römischer Ländeburgus, dessen Besatzung in der Spätantike einen Flussübergang am pannonischen Donaulimes sicherte. Die weitgehend der Fluvialerosion zum Opfer gefallene Anlage befindet sich heute inmitten des Stromes auf dem Gemeindegebiet von Bölcske, einem ungarischen Dorf im Komitat Tolna. Seine besondere Bedeutung erhielt der Burgus durch die ungewöhnlich große Zahl an wertvollen Spolien mit vielfach aufschlussreichen Inschriften, die aus einem weiteren Umkreis zum Bau der Befestigung herangezogen worden waren.

## Lage
Der Burgus lag in der Antike am Westufer der in der Antike weit verzweigten, teils sumpfigen Donauauen. Die Limes- und Handelsstraße verlief vom Kastell Baracspuszta (Annamatia) kommend zum weiter südlich erbauten Kastell Lussonium in fast nord-südlicher Richtung. Der Fluss hingegen beschrieb zwischen diesen beiden Kastellen einen nach Osten gewölbten Bogen, an dem Bölcske lag. Daher muss der Burgus durch eine eigene Abzweigung mit der Hauptstraße verbunden gewesen sein. Wie die unterwasserarchäologischen Untersuchungen verdeutlichten, bestand in vor- und frühgeschichtlicher Zeit am Donauwestufer eine langgestreckte Kiesbank, die sich entlang des damaligen östlichen Hauptarmes des Flusses entlangzog und günstige Möglichkeiten für eine Flussüberquerung bot. Wie dort aufgefundene Sicheln der späten Bronzezeit und eisenzeitliche Kupfergefäße verdeutlichen, wurde der Übergang schon vor Ankunft der Römer genutzt und – entsprechend vielen anderen passierbaren Stellen der Donau – in der Spätantike mit einem Ländeburgus gesichert. Römische Kleinfunde aus der Zeit dieser Wehranlage konnten ebenso nachgewiesen werden wie silberne Schnallen aus dem 5. Jahrhundert n. Chr. und Gürtelbeschläge der Awarenzeit. Im Zuge der Flussregulierungen und einer leichten Flussverschiebung erodierte das Westufer ab. Damit schob sich die Donau über das Areal der Wehranlage. Die Strömung, die Eisgänge während der Schneeschmelze und besonders die in den 1930er Jahren einsetzenden winterlichen Freisprengungen der Fahrrinne haben zur weiteren Zerstörung beigetragen. Der Burgus von Bölcske besaß einst eine Gegenfestung auf dem bereits zum Barbaricum gehörenden Ostufer, die jedoch fast vollständig vernichtet wurde, als dort im Zuge der Kanalisierung das Ufer mit einem Damm befestigt wurde.

## Forschungsgeschichte
Die Anlage, die heute nur noch durch die Unterwasserarchäologie zu erschließen ist, wurde in der lokalen Überlieferung als Überrest einer mittelalterlichen Kirche bezeichnet. Ihre Ruinen waren früher bei niedrigem Wasserstand zu sehen und wurden in den Schifffahrtskarten als Untiefe von Bölcske verzeichnet. Flóris Rómer (1815–1889), der Pionier der ungarischen archäologischen Forschung, erwähnte die Anlage erstmals 1868. Er dokumentierte, dass die Einwohner von Bölcske die Niedrigwasser nutzten, um Steinbögen und marmorne Architekturelemente aus den Mauerresten brachen. Einige Inschriften wurden im 19. Jahrhundert von altertumsbegeisterten lokalen Persönlichkeiten wie László Nagy aus Szent András-puszta bei Paks erworben und konnten publiziert werden.
Die ersten modernen Funde wurden während eines Tauchgangs geborgen, der 1973 in Zusammenhang mit der Verunglückung eines rumänischen Schleppkahns an dieser Stelle stattfand. Der Taucher, der einen spätantiken Ziegelstempel mit der Marke OF ARN MAXENTI AR an die Oberfläche brachte, berichtete von einem ausgedehnten Stein- und Geröllfeld inmitten der Donau, das der Flussrichtung in nord-südlicher Richtung folgte. Bereits bekannte Ziegelstempel der in Vindobona (Wien) stationierten Legio X Gemina aus dem 4. Jahrhundert hatten einen Beleg für den römischen Ursprung der Anlage geliefert, doch blieben viele Fragen offen. 1983 versuchten die Archäologen Attila Gaál (1944–2021) und Mihály Kőhegyi die Ausmaße der Trümmerstätte mit Hilfe eines Vermessungsschiffes zu bestimmen. Sie konnten das Gebiet auf eine Fläche von 60 bis 80 Metern Länge und 30 bis 40 Metern Breite eingrenzen. Die systematischen Untersuchungen der Fundstelle begannen im Oktober 1986, als der Wasserstandspegel außergewöhnlich niedrig war. Damals wurden als oberste Lage der Untiefe acht römische Altarsteine mit Hilfe eines Schwimmkrans geborgen, von denen jedes Stück rund 1 bis 1,5 Tonnen wog. Als weitere Fundstücke dieser Aktion konnten einige Kalksteinbasen von Altären sowie ein großes Relieffragment mit der Darstellung des Kriegsgottes Mars gehoben werden. Jedem der Steine war anzusehen, dass es sich um wiederverwendete Werkstücke handelte, die zum Bau des Burgus zweckentfremdet worden waren. So hatten die Steinhauer alle hervorstehenden Kanten der Altäre abgeschlagen, um sie als Mauersteine zu präparieren. In den folgenden Jahren wurde eine stationäre Plattform für die Taucher in der Donau errichtet und die Forschungen auf Grundlage der Unterwasserarchäologie fortgesetzt. Bis 2003 wurden insgesamt etwa fünfzig mit Inschriften versehene steinerne Altäre und Stelen geborgen. Bereits 1990 hatte der Archäologe Sándor Soproni (1926–1995) – ohne die aufgefundenen gestempelten Ziegel – insgesamt mehr als 60 Spolien gezählt. Die Stücke konnte alle dem 2. bis 3. Jahrhundert zugeordnet werden. Sonaruntersuchungen, die 2010 durchgeführt wurden, zeigten, dass die Baureste noch immer erhalten sind.

## Baugeschichte

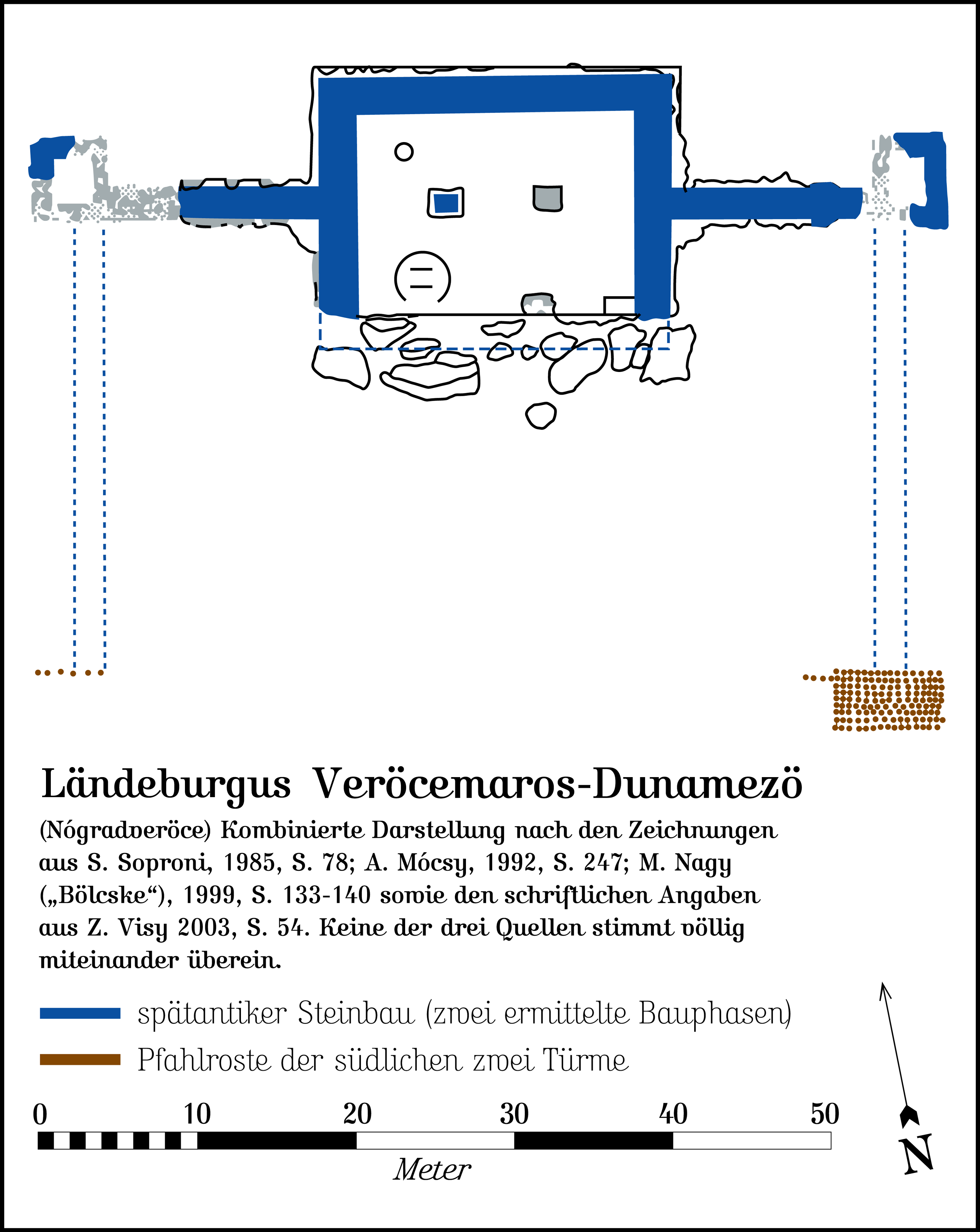
Der Ländeburgus Verőcemaros-Dunamező nach den Grabungen von 1934.

Die den Flussübergang schützende Anlage wurde im 4. Jahrhundert n. Chr. errichtet. An dieser Stelle verästelte sich der Lauf der Donau in viele kleinere Abzweigungen. Die meisten der geborgenen Altäre und Stelen stammten aus der Nordwest- und Südwestecke der Trümmerfläche. Dort mutmaßen die Archäologen je einen Wachturm, der das rechteckige Kernwerk eines Burgus vom Typ Verőcemaros-Dunamező flankierte. Gleichfalls aus dem Bereich der Nordwestecke, aber auch aus dem Zentrum der Befestigung stammten einige Spolien, die aus Siedlungen zwischen Bölcske und Aquincum entnommen worden waren. Aufgrund der durchgreifenden Zerstörung des Bauwerks sind seine ursprünglichen Ausmaße nicht mehr zu ermitteln.

## Funde

### Die Jupiter-Teutanus-Altarsteine
Die ersten acht, im Oktober 1986 an Land gebrachten Altarsteine besaßen neben ihrer sehr qualitätvollen Ausarbeitung einige Gemeinsamkeiten. Sie waren alle aus dem Gebiet der Civitas Eraviscorum hierhergeschafft worden. Während der folgenden Tauchgänge nach 1986 kamen noch weitere Jupiter-Teutanus-Altarsteine ans Licht. Die Eravisker, ein spätkeltisches Volk, hatten ihre Siedlungsgebiete im Raum um Aquincum (Budapest) besessen. Am Budapester Gellértberg, den die Römer wahrscheinlich Mons Teutanus nannten, lag der ehemalige Hauptsitz der Eravisker. Dort sind ihre Spuren noch bis nach der Mitte des 3. Jahrhunderts verfolgbar. Ein weiteres gemeinsames Merkmal der Altäre war die Tatsache, dass alle dem Iuppiter Optimus Maximus (I.O.M. – Jupiter, dem Besten, Größten) geweiht waren und zwar jeweils an einem 11. Juni in unterschiedlichen Jahren. Die bis zu 2,2 Meter hohen Steine wurden ursprünglich jährlich von den Duoviri der Aquincumer Colonia an den offiziellen Festtagen des keltischen Gottes Teutanus gesetzt, der als Iuppiter Optimus Maximus umschrieben wurde. Neben der Ehrung für den regierenden Kaiser galten die Inschriften auch der Sicherheit für die Civitas Eraviscorum. Auf allen Steinen – sie stammten aus dem 2. und 3. Jahrhundert – waren die Kaisernamen der Damnatio memoriae zum Opfer gefallen und ausgemeißelt worden. In Aquincum sind in situ zwei ähnliche Altarstein wie die nach Bölcske verschleppten Stücke bis 2003 aus dem befestigen Oppidum Eraviscorum bekannt geworden. In der Spätantike war dieser Kult – ähnlich wie die Kultur der Eravisker – offensichtlich erloschen und die nun nicht mehr benötigten Steine wurden zweckentfremdet.

### Ziegelstempel
Die vorgefundenen Stempel, deren Gesamtanzahl leider nicht bekannt ist, da in der Vergangenheit nur die Typen veröffentlicht wurden, lassen sich in zwei Gruppen einteilen. Die erste gehört zum Typus OF ARN. Dazu gehören:
- OF AR BONO MAG (bis 2003: 16 Stück)
- OF ARN MAXENTI ARP (bis 2003 waren 7 Varianten dieses Stempels aus Bölcske bekannt)[12][13][14]

Außerdem fanden sich valentinianische Stempel der in Vindobona (Wien) kasernierten Legio X Gemina (10. Legion, die Zwillinge):
- LEG X VIND MAG MAXENTI,[15]
- LEG X MAG MAXENTI,[16]
- LEG X G MAG DALMATIVS,
- LEG X G GG SATVRNINVS[17] und
- LEG X GG VRSICINI CENT.[18]

Die Legionsziegel mit den genannten Magistri figlinarum Dalmatius, Saturnius und Ursicinus stimmen völlig mit den Exemplaren vom nordungarischen Brückenkopf Dunakeszi sowie von der nie vollendeten Festung Göd-Bócsaújtelep überein. Der Archäologe Zsolt Mráv ging daher davon aus, dass Baukommandos der Wiener Legion an allen drei Fortifikationen tätig waren. Dagegen wurden die Legionsziegel des Magisters Maxentius bis 2003 in der hier gefundenen Stempelvariante an keinem weiteren Ländeburgus in der spätrömischen Provinz Valeria entdeckt. Die Auflösung der Abkürzungen auf diesen Stempeln ist folgende: Leg(ionis) X Vind(obonensis) mag(istri) Maxenti(i) – der 10. Wiener Legion des Magisters Maxentius sowie Leg(ionis) X mag(istri) Maxenti(i) – der 10. Legion des Magisters Maxentius. Bekannt war bis dahin die in Wien gefundene Stempelvariante LEG X G MAG MAXE beziehungsweise LEG X G MAG MAXENTI aus Göd-Bócsaújtelep: (Leg(io) X G(emina) mag(ister) Maxe(ntius)) – 10 Legion Gemina, Magister Maxentius.
Die Stempel der OF ARN-Gruppe (unsichere Auflösung der Buchstaben zu: Officinae auxiliares ripenses) lassen sich in die Zeit der Herrschaft der Kaiser Constantius II. (337–361) und Valentinian I. (364–375) datieren. Da sich die Stempelabkürzungen AR, ARN bzw. ARAN einstweilen jedoch nicht eindeutig erklären lassen, bleiben die bisherigen Übersetzungsvorschläge spekulativ. Nach Meinung des Epigraphikers Barnabás Lőrincz (1951–2012) sind die OF ARN-Ziegelstempel des Maxentius zwischen 351 und 354 n. Chr. hergestellt worden. Andere Forschungsergebnisse, welche die Ziegelstempel dieser Person in den Provinzen Pannonia I und Valeria sowie im benachbarten Barbaricum analysierten, legen das Auftreten dieser Stempel entweder an das Ende der 350er Jahre oder in die letzten Jahre Valentinians I. Eine erste Namensnennung des Magisters Bonus hingegen geschah bereits am Ende der Ära des Constantius II. oder gleichfalls in der nachfolgenden valentianischen Epoche.

### Meilenstein
Ein aus Bölcske stammender Meilenstein aus der Regierungszeit des Kaisers  Marcus Opellius Severus Macrinus (217–218), der auf die Wiederherstellung der Straßen und Brücken an dieser Trasse verweist, zählt 66 römisches Meilen bis Aquincum und nennt den damaligen niederpannonischen Statthalter Aelius Triccianus. Die Existenz dieses Steines in Bölcske zeigt auch, dass der Ort an das Fernstraßennetz angeschlossen war.

## Gräberfeld
Das römische Gräberfeld im Ortsgebiet von Bölcske war bereits dem Archäologen Mór Wosinsky (1854–1907) bekannt. Moderne Untersuchungen wurden während einer Rettungsgrabung 1955 von der Archäologin Eszter B. Vágó vorgenommen, die sich allerdings auf wenige Grablegen beschränken musste. Im Zuge ihrer Forschungen konnte sie dort erstmals in Pannonien einen rekonstruierbaren genagelten achteckigen Brettersarg feststellen. Ein Knochentiegel enthielt Harz für kosmetische Zwecke, daneben wurden Bronzearmringe, ein Tonnapf und ein Trinkglas geborgen. Nach Ausweis der von Konstantin dem Großen (306–337) bis Julian (360–363) reichenden Fundmünzen sowie durch andere Funde lässt sich die Nutzungsdauer des Friedhofs auf das mittlere Drittel des 4. Jahrhunderts n. Chr. einschränken.

## Ländeburgus Harta-Káli-major (Burgus Annamatia 17)
Der Burgus Bölcske besaß – wie üblich – eine entsprechende Anlage auf dem gegenüberliegenden Donauseite im Barbaricum. Soproni fand deren Überreste am Ufersaum von Kali major, das im westlichen Grenzgebiet der Gemeinde von Harta liegt. Große Teile der Anlage waren bereits durch die Seitenerosion des Flusses unterschnitten und abgeschwemmt worden. Die Archäologen sondierten Mengen an römischen Ziegeln, Mörtelbrocken, Pfostengruben und einen Torso des Herkules.

## Fundverbleib
Einige Inschriften und Reliefs wurden dem „Wosinsky Mór Múzeum“ in Szekszárd übergeben. Die Mehrzahl der außergewöhnlichen Unterwasserfunde ist heute in einem kleinen Museum auf dem Friedhofsgelände von Bölcske zu besichtigen, das die Gemeinde speziell zu diesem Zweck errichten ließ.

## Denkmalschutz
Die Denkmäler Ungarns sind nach dem Gesetz Nr. LXIV aus dem Jahr 2001 durch den Eintrag in das Denkmalregister unter Schutz gestellt. Der Burgus von Bölcske sowie alle anderen Limesanlagen gehören als archäologische Fundstätten nach § 3.1 zum national wertvollen Kulturgut. Alle Funde sind nach § 2.1 Staatseigentum, egal an welcher Stelle der Fundort liegt. Verstöße gegen die Ausfuhrregelungen gelten als Straftat bzw. Verbrechen und werden mit Freiheitsentzug von bis zu drei Jahren bestraft.